# 原町 (豊橋市)
原町（はらちょう）は、愛知県豊橋市の地名。

## 地理
豊橋市南東部に位置する。東は静岡県湖西市、西から南は東細谷町、北は中原町・豊清町に接する。

### 河川
- 境川[1]

### 池沼
- 荒神池[1]
- 新池[1]
- 上西ノ谷池[1]
- 内ヶ谷池[1]

### 小字
- 池下（いけした）
- 上西ノ谷（かみにしのや）
- 苅又（かりまた）
- 供養塚（くようづか）
- 地蔵免（じぞうめん）
- 蔵社（ぞうしゃ）
- 塘上（つつみうえ）
- 塘下（つつみした）
- 西ノ谷（にしのたに）
- 東田（ひがしだ）
- 二ツ堂（ふたつどう）
- 美砂松（みさごまつ）
- 南山（みなみやま）
- 峯畑（みねばた）
- 明神（みょうじん）
- 狢山（むじなやま）
- 美砂松（みさごまつ）
- 南山（みなみやまざ）
- 峯畑（みねばた）
- 明神（みょうじん）
- 狢山（むじなやま）

## 歴史

### 人口の変遷
国勢調査による人口および世帯数の推移。
| 1995年（平成7年）  | 108世帯 392人 |  |
| 2000年（平成12年） | 116世帯 418人 |  |
| 2005年（平成17年） | 156世帯 474人 |  |
| 2010年（平成22年） | 181世帯 495人 |  |
| 2015年（平成27年） | 185世帯 484人 |  |
| 2020年（令和2年）  | 199世帯 483人 |  |

### 沿革
- 江戸時代 - 三河国渥美郡の吉田藩領、原村として所在[2]。
- 天保3年 - 幕府領となる[2]。
- 天保9年 - 吉田藩領に戻る[2]。
- 1878年（明治11年） - 谷川村の一部となる[2]。
- 1955年（昭和30年）3月1日 - 渥美郡二川町大字谷川の一部により、豊橋市原町が成立[2]。

## 交通
- 愛知県道402号中原東細谷線[1]
- 東海道新幹線[1]

## 施設
- 日東電工豊橋製作所[1]（中原町にまたがる）
- デンソー豊橋東製作所
- 有楽製菓豊橋夢工場（ブラックサンダーワク・ザクファクトリー）
- 網太
- 曹洞宗竜守院[1]
- 神明社[1]

- 有楽製菓豊橋夢工場

### WEB
1. ↑  “愛知県豊橋市の町丁・字一覧”.   人口統計ラボ. 2023年4月13日閲覧。
2. 1 2  総務省統計局 (2022年2月10日). “令和2年国勢調査の調査結果(e-Stat) - 男女別人口，外国人人口及び世帯数－町丁・字等” (CSV). 2023年8月2日閲覧。
3. ↑  “愛知県豊橋市の郵便番号一覧”.   日本郵便. 2023年4月13日閲覧。
4. ↑  “市外局番の一覧” (PDF).   総務省 (2022年3月1日). 2022年3月22日閲覧。
5. ↑  総務省統計局 (2014年3月28日). “平成7年国勢調査の調査結果(e-Stat) - 男女別人口及び世帯数 －町丁・字等” (CSV). 2021年7月20日閲覧。
6. ↑  総務省統計局 (2014年5月30日). “平成12年国勢調査の調査結果(e-Stat) - 男女別人口及び世帯数 －町丁・字等” (CSV). 2021年7月20日閲覧。
7. ↑  総務省統計局 (2014年6月27日). “平成17年国勢調査の調査結果(e-Stat) - 男女別人口及び世帯数 －町丁・字等” (CSV). 2021年7月21日閲覧。
8. ↑  総務省統計局 (2012年1月20日). “平成22年国勢調査の調査結果(e-Stat) - 男女別人口及び世帯数 －町丁・字等” (CSV). 2021年7月21日閲覧。
9. ↑  総務省統計局 (2017年1月27日). “平成27年国勢調査の調査結果(e-Stat) - 男女別人口及び世帯数 －町丁・字等” (CSV). 2021年7月21日閲覧。

### 書籍
1. 1 2 3 4 5 6 7 8 9 10 11 12  「角川日本地名大辞典」編纂委員会 1989, p. 1793.

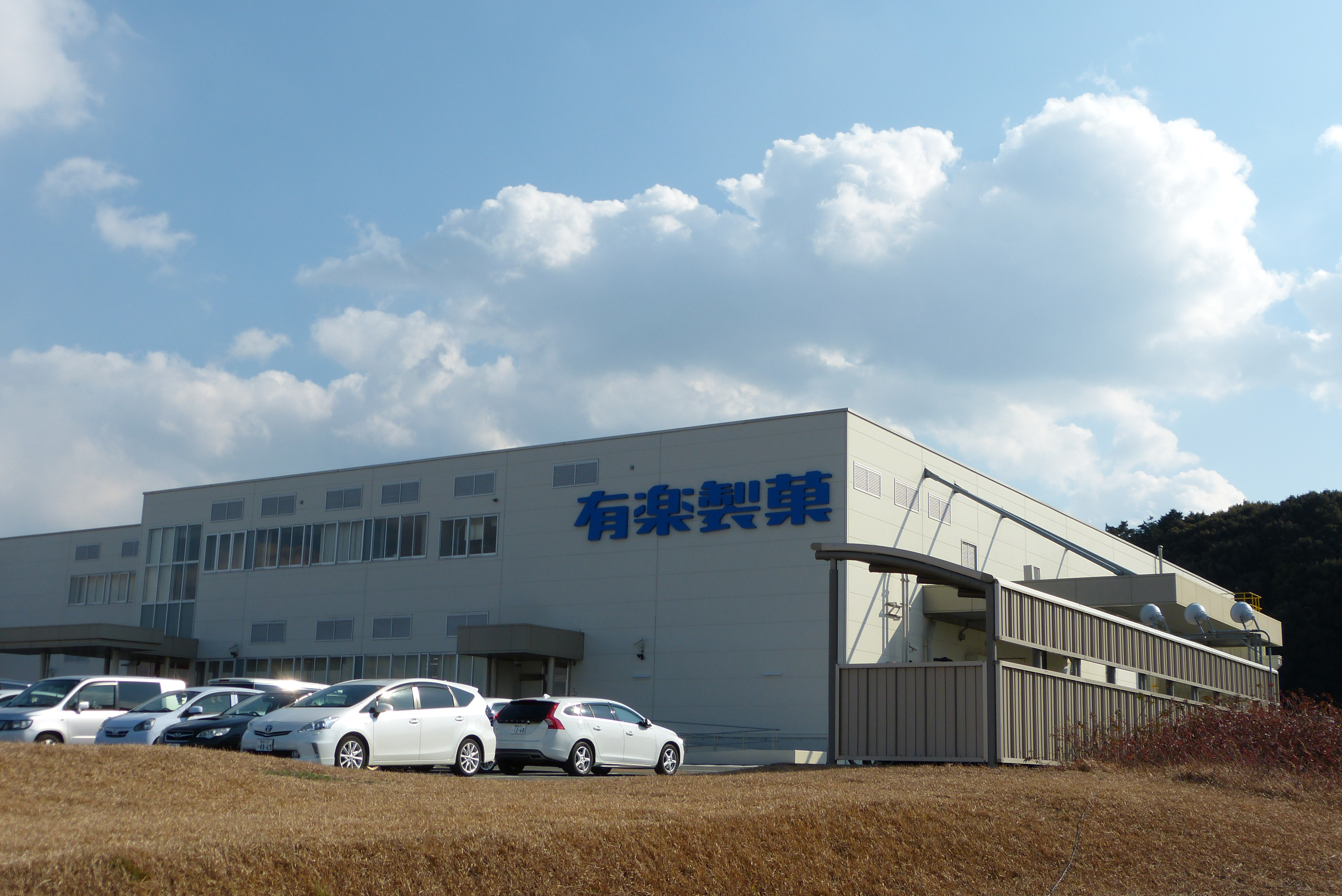
有楽製菓豊橋夢工場

2. 1 2 3 4 5  「角川日本地名大辞典」編纂委員会 1989, p. 1094.